# 黎明慈善及公益活動列表
黎明慈善及公益活動列表列出香港歌手黎明自出道至今，曾經發起或參與的慈善及公益活動。黎明自加入娛樂圈後，曾獲不同的慈善機構邀請參與慈善活動，借助他的影響力來籌款，他除了以藝人身份在籌款節目表演，亦從決策層面推動慈善活動。

## 概述
1990年代初，黎明的父親黎新生患上末期腸癌，黎明在父親接受手術時向上天許下諾言，假若父親能夠康復，便會多做善事回饋社會，黎新生其後成功康復，黎明亦履行做善事的承諾，每年抽空參與公益活動，當時有不同的機構邀請黎明擔任慈善節目表演嘉賓，黎明在演出過程中了解到各慈善機構的背景和宗旨，他認為很多慈善團體都需要幫助，而在時間不足的情況下，只能選擇自己想做的事。黎明童年時父母離異，且經常被託兒所老師責罰及打罵，因此選擇多幫助兒童，避免兒童受到不公平對待，自1993年起，黎明分別與聯合國兒童基金會及香港公益金展開長期合作關係，曾發起或參與多項以兒童為目標對象的慈善活動，他認為聯合國在處理善款方面十分謹慎和執著，確保善款能幫助有需要者，而香港公益金的撥款層面廣泛，能惠及全香港眾多福利機構。黎明表示做善事是看個人的能力及時間，不會為做善事而做善事，他認為在幫助別人的過程中自己也有得益，例如學會如何開會編排一件事情、學懂珍惜生命、明白知識的重要性等。

## 慈善及公益活動
1990年代初期，黎明的慈善工作以擔任籌款節目的表演嘉賓為主，其後於1993年與聯合國兒童基金會合作發起根治中國脊髓灰質炎（俗稱小兒麻痺症）的籌款計劃，翌年獲任命為「聯合國兒童基金會國際愛心大使」，一年後晉升為全球首名華人「國際青年特使」，他曾經參與多項聯合國兒童基金會的大型籌款計劃，包括在1993年至1995年間舉行慈善義賣、步行籌款及音樂會等活動，為中國內地八千多萬名兒童籌款購買小兒麻痺症疫苗，因而獲列入慈善活動受益人數最多的健力士世界紀錄，並多次以特使身份到訪世界各國的落後地區及災區。2002年，黎明獲當時的聯合國秘書長科菲·安南邀請，以聯合國兒童基金會青年特使身份，代表亞洲區到聯合國兒童基金會總部出席「聯合國親善大使與和平使者聚會」，討論兒童的貧苦、戰爭、教育等問題。黎明的知名度及慈善工作表現引起香港公益金注意，並邀請他出席籌款活動，及後雙方接觸增加，合作模式亦邁進另一層次，他在1999年12月11日獲邀請出任籌募委員會委員，參與策劃募捐活動的工作，並代表香港公益金宣傳各項活動，其後於2005年6月17日獲委任為董事會成員，從決策層面推動機構的活動，其後於2008年成功連任及獲選為名譽副會長，進一步參與香港公益金的行政工作。

### 1980年代
| 日期           | 項目／活動名稱 | 受惠機構（受助對象）         | 黎明的慈善工作簡述                                       | 參考來源 |
| -------------- | -------------- | ---------------------------- | -------------------------------------------------------- | -------- |
| 1987年10月18日 | 義賣電影門票   | 香港童軍總會（大潭童軍中心） | 以電影《美男子》演員身份主持籌款活動，協助義賣電影門票。 | [ 15 ]   |

### 1990年代
| 日期                    | 項目／活動名稱                           | 受惠機構（受助對象）                                    | 黎明的慈善工作簡述 | 參考來源             |
| ----------------------- | ---------------------------------------- | ------------------------------------------------------- | --- | -------------------- |
| 1991年7月27日           | 演藝界總動員忘我大匯演                   | 中國大陸（1991年華東水災的災民）                        | 以歌手身份參與演唱籌款。 | [ 16 ] [ 17 ]        |
| 1991年9月               | 星光熠熠耀保良                           | 保良局                                                  | 以表演嘉賓身份參與演出。 |                      |
| 1991年9月14日           | 夏日巨星演唱會                           | 澳門聖鮑思高同學會                                      | 以歌手身份演唱籌款。 | [ 18 ]               |
| 1991年12月7日           | 歡樂滿東華                               | 東華三院                                                | 以表演嘉賓身份參與演出。 | [ 19 ]               |
| 1991年12月19日          | 聖誕富士卡通城開幕禮                     | 兒童癌病基金會                                          | 參與開幕禮及捐出3萬元港幣。 | [ 20 ]               |
| 1991年12月24日          | 探訪大口環根德公爵夫人兒童醫院           | 大口環根德公爵夫人兒童醫院（患病兒童）                  | 把《黎明·我的感覺演唱會》收集到的禮物轉送給醫院的病童。                                                                          | [ 21 ] [ 22 ]        |
| 1992年1月5日            | 慈善星輝仁濟夜                           | 仁濟醫院                                                | 以表演嘉賓身份參與演出。 | [ 23 ]               |
| 1992年8月               | 讓老攜幼愛心大使行動                     | 香港青年商會、騰龍青年商會                              | 出任「首席愛心大使」，帶領首批長者成為「愛心大使」而宣誓，參與花車巡遊及派發愛心麵包，並到救世軍總部與一批兒童一起製作愛心麵包。 | [ 24 ]               |
| 1992年10月29日至11月3日 | 北京黎明演唱會                           | 中華文化交流與合作促進會                                | 把四場音樂會的收益捐予受惠機構。                                                                                                 | [ 25 ]               |
| 1992年12月5日           | 歡樂滿東華                               | 東華三院                                                | 以表演嘉賓身份參與演出。 | [ 26 ]               |
| 1993年                  | 公益慈善卡                               | 香港公益金                                              | 參與拍攝公益慈善卡廣告。 | [ 27 ]               |
| 1993年12月11日          | 歡樂滿東華                               | 東華三院                                                | 以表演嘉賓身份參與演出。 | [ 28 ]               |
| 1993年4月18日           | 減災扶貧創明天                           | 減災扶貧行動委員會（中國西部的貧困地區）                | 參與義演。 | [ 29 ] [ 30 ]        |
| 1994年                  | 電視籌款節目                             | 香港公益金                                              | 在節目中演出。 | [ 27 ]               |
| 1994年1月               | 慈善星輝仁濟夜                           | 仁濟醫院                                                | 以表演嘉賓身份參與演出。 |                      |
| 1994年1月30日           | 多一點心愛黎明音樂會                     | 聯合國兒童基金會（中國根治小兒麻痺症籌募計劃）          | 演出慈善音樂會，籌款購買100萬支疫苗。                                                                                            | [ 31 ]               |
| 1994年8月6日至7日       | 愛心朱古力大行動                         | 聯合國兒童基金會（中國根治小兒麻痺症籌募計劃）          | 參與義賣活動，籌款購買100萬支疫苗。                                                                                              | [ 32 ] [ 33 ]        |
| 1994年7月8日            | 太陽計劃——愛心捐血大行動                 | 香港紅十字會                                            | 即場捐血並呼籲大眾一起參與支持該活動                                                                                             | [ 34 ]               |
| 1994年9月11日           | 星光熠熠耀保良                           | 保良局                                                  | 黎明以表演嘉賓身份參與演出。 | [ 35 ]               |
| 1994年10月15日          | 「黎明之家」籌款                         | 黎明之家（渥太華的華人）                                | 參與籌款活動。 | [ 36 ]               |
| 1994年10月16日          | 黎明安老百萬行                           | 黎明之家（老人）                                        | 舉辦步行籌款活動，籌得約六萬美元，用於興建耆英屋。                                                                               | [ 37 ] [ 38 ]        |
| 1994年12月11日          | 送您一顆的愛心，黎明與您同行善           | 聯合國兒童基金會（中國根治小兒麻痺症籌募計劃）          | 參與慈善步行活動，籌款購買100萬支疫苗。                                                                                          | [ 39 ]               |
| 1995年                  | 零錢布施                                 | 聯合國兒童基金會（全球一百多個國家的弱勢社群）          | 拍攝宣傳片段，鼓勵乘客將外遊後剩餘的外幣捐出。                                                                                   | [ 40 ]               |
| 1995年                  | 五毫子計劃                               | 明愛醫院（兒童發展復康部）                              | 發起捐款計劃。 | [ 41 ]               |
| 1995年1月3日            | 黎明新年音樂會                           | 聯合國兒童基金會（中國根治小兒麻痺症籌募計劃）          | 舉辦慈善音樂會，籌款購買100萬支疫苗。                                                                                            | [ 42 ]               |
| 1995年3月16日           | 陽光之家黎明慈善夜                       | 明愛醫院（兒童發展復康部）                              | 演出慈善音樂會。 | [ 43 ]               |
| 1995年4月               | 腎病慈善演唱會                           | 新加坡腎病基金                                          | 到新加坡參與慈善演唱會活動。 | [ 44 ]               |
| 1995年7月22日至23日     | 愛心朱古力大行動                         | 聯合國兒童基金會（中國根治小兒麻痺症籌募計劃）          | 舉辦義賣活動，籌款購買100萬支疫苗。                                                                                              | [ 45 ]               |
| 1995年8月               | 助殘扶貧獻愛心                           | 中國殘疾人福利基金會                                    | 參與演出籌款。 | [ 44 ]               |
| 1995年9月17日           | 朝陽計劃95                               | 三聯書店（中學生）                                      | 黎明家族與書店聯合舉辦活動，鼓勵中學生閱讀課外書籍。                                                                             | [ 46 ] [ 47 ] [ 48 ] |
| 1995年12月10日          | 第三屆廣州教育基金會百萬行               | 廣州教育基金會                                          | 參與步行籌款活動。 | [ 49 ] [ 50 ]        |
| 1995年12月11日          | 陽光之家啟用儀式                         | 明愛醫院（兒童發展復康部）                              | 參與啟用儀式。 | [ 51 ]               |
| 1995年12月17日          | 義賣聖誕愛心熊                           | 聯合國兒童基金會（中國根治小兒麻痺症籌募計劃）          | 擔任義賣大使，在新都會廣場義賣玩具熊。                                                                                           | [ 52 ] [ 53 ]        |
| 1995年12月30日          | 黎明好友同聚慈善音樂會                   | 聯合國兒童基金會（中國根治小兒麻痺症籌募計劃）          | 舉辦慈善音樂會，籌款購買100萬支疫苗。                                                                                            | [ 54 ]               |
| 1996年5月3日            | 萬眾同心公益金                           | 香港公益金                                              | 以演唱歌曲及表演跨欄的方式籌款。                                                                                                 | [ 55 ] [ 56 ] [ 57 ] |
| 1996年6月9日至20日      | 盧旺達愛心之旅                           | 聯合國兒童基金會                                        | 到盧旺達等非洲國家作親善訪問。                                                                                                   | [ 58 ] [ 59 ]        |
| 1996年7月6日            | 救救戰火中兒童音樂會                     | 聯合國兒童基金會                                        | 舉行慈善音樂會籌款。 | [ 60 ]               |
| 1996年7月               | 賢病基金慈善演唱會                       | 新加坡腎病基金                                          | 到新加坡參與慈善演唱會活動。 | [ 44 ]               |
| 1996年8月3日至4日       | 愛心朱古力大行動                         | 聯合國兒童基金會（消除中國新生嬰兒破傷風症計畫）        | 舉行巧克力義賣活動，收益用作購買破傷風預防疫苗。                                                                                 | [ 61 ]               |
| 1996年8月10日           | 群星照亮千萬心                           | 新加坡全國腎臟基金會                                    | 參與慈善晚會表演 | [ 62 ] [ 63 ]        |
| 1996年8月至10月         | 叱咤萬人幫                               | 義務工作發展局                                          | 參與活動，推動義務工作的發展。                                                                                                   | [ 64 ]               |
| 1996年10月5日           | 黎明傾情迴響音樂會                       | 義務工作發展局                                          | 演出慈善音樂會。 | [ 65 ]               |
| 1996年12月14日          | 黎明有心有FUN生日派對                    | 聯合國兒童基金會（消除中國新生嬰兒破傷風症計畫）        | 參與由永安百貨及香港聯合國兒童基金委員會合辦的慈善活動                                                                           | [ 66 ]               |
| 1997年1月16日           | 消除中國新生嬰兒破傷風症計畫             | 聯合國兒童基金員會（中國新生嬰兒）                      | 以聯合國兒童基金會國際青年特使身份出席記者招待會，並與壽司店合作，以發行智能卡的方式籌款。                                       | [ 67 ] [ 68 ]        |
| 1997年2月2日            | 「非常年輕」籌款活動                     | 新加坡腎臟基金會                                        | 獲委任為該年度的「愛心大使」並參與一系列的籌款活動。                                                                             | [ 69 ]               |
| 1997年2月2日            | 腎臟慈善音樂會                           | 新加坡腎臟基金會                                        | 參與慈善演唱會活動 | [ 70 ]               |
| 1997年2月2日            | 鯉魚放生儀式                             | 新加坡腎臟基金會                                        | 主持放生儀式，籌得3,416新加坡元。                                                                                                | [ 71 ]               |
| 1997年3月               | 有教無類，愛及「蓓蕾」慈善音樂會         | 聯合國兒童基金會                                        | 以表演嘉賓身份演唱籌款。 | [ 72 ]               |
| 1997年3月31日           | 黎明服裝慈善拍賣                         | 聯合國兒童基金會（中國大陸的失學兒童）                  | 捐出200件服裝進行拍賣籌款。 | [ 73 ] [ 74 ]        |
| 1997年5月25日           | 群星照亮千萬心                           | 新加坡腎臟基金會                                        | 演唱兩首歌籌款。 | [ 75 ] [ 76 ]        |
| 1997年8月17日           | 夏日芬芳顯愛心                           | 聯合國兒童基金會（中國大陸的失學女童）                  | 舉行香皂義賣活動，籌募教育經費。                                                                                                 | [ 77 ]               |
| 1997年9月               | 貧困地區社會發展項目                     | 聯合國兒童基金會（中國大陸的失學女童）                  | 到中國甘肅省探訪當地的失學女童。                                                                                                 | [ 78 ] [ 79 ] [ 80 ] |
| 1997年9月               | 星光熠熠耀保良                           | 保良局                                                  | 以表演嘉賓身份參與演出。 |                      |
| 1997年10月29日          | 暖流行動                                 | 香港電台                                                | 以「地鐵安全大使」身份參與「長者地鐵安全日」活動。                                                                               | [ 81 ]               |
| 1997年12月6日           | 歡樂滿東華                               | 東華三院                                                | 以表演嘉賓身份參與演出。 | [ 82 ]               |
| 1997年12月28日          | 香港群星愛心獻佛總——歡樂繽紛家庭日義賣會 | 新加坡佛教總會                                          | 捐出風衣、簽名海報及演唱會紀念卡在菩提學校作義賣籌款。                                                                           | [ 83 ] [ 84 ] [ 85 ] |
| 1998年1月               | 慈善首日封                               | 聯合國兒童基金會（河北省地震的災民）                    | 發行慈善首日封籌款。 | [ 86 ]               |
| 1998年1月17日           | 河北省地震救災大行動                     | 聯合國兒童基金會（河北省地震的災民）                    | 以表演嘉賓身份參與演唱。 | [ 87 ]               |
| 1998年3月22日           | 香港植樹日                               | 香港植樹日籌備委員會                                    | 參與植樹活動並為嘉年華會進行揭幕儀式。                                                                                           | [ 88 ]               |
| 1998年4月               | 公益金慈善世界盃四連環                   | 香港公益金                                              | 擔任「公益金世界盃球迷俱樂部」名譽會長，鼓勵市民捐款。                                                                           | [ 89 ]               |
| 1998年5月14日           | 公益金三十周年開幕典禮                   | 香港公益金                                              | 創作及主唱歌曲〈最美時光〉，並出席開幕禮。                                                                                       | [ 90 ]               |
| 1998年5月               | 萬眾同心公益金——百萬金曲明Sing歌         | 香港公益金                                              | 與一千名歌迷合唱卡拉OK籌款。 | [ 44 ] [ 27 ]        |
| 1998年5月6日            | 萬眾同心公益金——無限時速霹靂戰鬥方程式   | 香港公益金                                              | 以賽車形式籌款。 | [ 27 ] [ 91 ]        |
| 1998年8月2日            | 全港屋邨鄰舍清潔運動                     | 房屋署                                                  | 擔任清潔先鋒隊長並到長發邨出席活動，除了訪問家庭之外，亦派發傳單，以宣揚居家衛生的重要。                                         | [ 92 ]               |
| 1998年8月21日           | 攜手築長城大型賑災義演                   | 1998年中國水災的災民                                    | 到北京人民大會堂參與演唱籌款。                                                                                                   | [ 93 ]               |
| 1998年8月22日           | 太陽計劃98：太陽黎明好友營               | 聯合國兒童基金會（1998年中國水災的災民）                | 參與籌款活動。 | [ 94 ]               |
| 1998年10月              | 黎明98－99救救兒童慈善活動               | 聯合國兒童基金會                                        | 舉辦慈善簿款活動，包括義賣椰果蒟蒻、紀念車票、購物袋及T裇等。                                                                    | [ 95 ] [ 96 ]        |
| 1998年10月24日          | 玻璃之城慈善義賣為公益                   | 香港公益金                                              | 出席拍賣籌款活動，籌得約港幣二十萬元善款。                                                                                       | [ 97 ]               |
| 1998年10月26日          | 童心靜待之旅——巴西童心現黎明             | 聯合國兒童基金會（雛妓和街童）                          | 到巴西探訪當地的雛妓和街童，並於香港舉行報導會分享所見所聞。                                                                     | [ 98 ] [ 99 ]        |
| 1998年10月8日           | 香江暖流－溫情滿載新旅程                 | 香港電台                                                | 與百多名長者一起乘坐地下鐵路及遊覽天壇大佛。                                                                                     | [ 100 ]              |
| 1998年12月              | 黎明愛心聖誕樹                           | 香港公益金                                              | 參與活動。 | [ 44 ]               |
| 1999年1月30日           | 童心靜待黎明音樂會                       | 聯合國兒童基金會                                        | 演出慈善音樂會。 | [ 101 ]              |
| 1999年3月14日           | 零錢佈施籌募活動                         | 聯合國兒童基金會                                        | 以青年特使身份參與活動。 | [ 44 ]               |
| 1999年4月13日           | 黎明公益大聯盟卡拉OK慈善唱及慈善獎券     | 香港公益金                                              | 參與籌款活動。 | [ 44 ]               |
| 1999年5月               | 長江公益熱線                             | 香港公益金                                              | 擔任「長江公益熱線大使」，為募捐行動進行揭幕儀式。                                                                               | [ 44 ]               |
| 1999年5月30日           | 萬眾同心公益金                           | 香港公益金                                              | 演出3個項目，共籌得港幣三百六十多萬元。                                                                                          | [ 102 ]              |
| 1999年6月25日           | Michael Jackson & Friends慈善音樂會      | 國際紅十字會、尼爾森‧曼德拉兒童基金會、聯合國教科文組織 | 以表演嘉賓身份參與美國歌手米高·積遜在韓國舉行的慈善音樂會。                                                                      | [ 103 ] [ 104 ]      |
| 1999年8月7日            | 糖果義賣活動                             | 聯合國兒童基金會（中國貧困地區）                        | 舉辦糖果義賣活動。 | [ 105 ]              |
| 1999年9月5日            | 全港屋邨鄰舍清潔運動                     | 房屋署                                                  | 出席開幕儀式，並與房屋署長一同到菜市場洗地及協助獨居老人清潔家居。                                                               | [ 106 ]              |
| 1999年10月3日           | 香港演藝界921傳心傳意大行動賑災籌款晚會  | 香港演藝人協會（台灣921大地震的災民）                   | 以表演嘉賓身份參與演唱籌款。 | [ 107 ] [ 108 ]      |
| 1999年12月5日           | 歡樂滿東華義賣會                         | 東華三院                                                | 出席義賣活動。 | [ 109 ]              |

### 2000年代
| 日期                    | 項目／活動名稱                                   | 受惠機構（受助對象）                                                                         | 黎明的慈善工作簡述                                                                      | 參考來源                |
| ----------------------- | ------------------------------------------------ | -------------------------------------------------------------------------------------------- | --------------------------------------------------------------------------------------- | ----------------------- |
| 2000年1月6日            | 一人一樹為公益                                   | 香港公益金                                                                                   | 出席在茶具文物館舉行的「千禧植樹」儀式                                                  | [ 110 ]                 |
| 2000年1月23日           | 公益金東廊千禧行                                 | 香港公益金                                                                                   | 在東區走廊參與步行籌款活動。                                                            | [ 111 ]                 |
| 2000年5月               | 長江緊急捐款為公益                               | 香港公益金                                                                                   | 參與多個籌款活動。                                                                      | [ 112 ]                 |
| 2000年5月27日至28日     | 黎明全日愛公益24小時馬拉松籌款                   | 香港公益金                                                                                   | 在香港、九龍各區出席多個義賣活動，個人籌得港幣六百三十多萬元。                          | [ 27 ] [ 113 ]          |
| 2000年7月28日           | 屋邨鄰舍清潔運動                                 | 香港房屋委員會                                                                               | 主持第三期開幕禮，推廣屋邨清潔訊息。                                                    | [ 114 ]                 |
| 2000年7月30日           | 長江都會公益之旅                                 | 香港公益金                                                                                   | 主持天橋啟用儀式，籌得港幣五百多萬元。                                                  | [ 115 ]                 |
| 2000年12月9日           | 活力唱載跳Leon 2000演唱會                        | 香港公益金                                                                                   | 演出慈善演唱會。                                                                        | [ 116 ]                 |
| 2001年1月7日            | 愛心與你同行善                                   | 聯合國兒童基金會                                                                             | 參與第八屆「中國兒童周」的開幕禮及慈善步行活動。                                        | [ 117 ]                 |
| 2001年5月17日           | 善慈獎券                                         | 香港公益金                                                                                   | 出席活動並購買善慈獎券，為兒童教育基金籌款。                                            | [ 118 ]                 |
| 2001年5月24日           | 黎明48小時海陸空全情投入為公益——愛心飄揚匯長洲   | 香港公益金                                                                                   |                                                                                         |                         |
| 2001年5月25日           | 黎明48小時海陸空全情投入為公益——翱翔萬里展愛心   | 香港公益金                                                                                   | 與長者及智障兒童乘坐慈善航班到台灣參與籌款活動。                                        | [ 119 ]                 |
| 2001年5月26日           | 黎明48小時海陸空全情投入為公益——愛心巴士公益行   | 香港公益金                                                                                   | 參與活動並籌得港幣200萬元。                                                             | [ 120 ]                 |
| 2001年5月27日           | 黎明48小時海陸空全情投入為公益——萬眾同心公益金   | 香港公益金                                                                                   |                                                                                         |                         |
| 2001年6月10日           | 公務員同心協力為公益                             | 香港公益金                                                                                   | 以表演嘉賓身份參與籌款活動。                                                            | [ 121 ]                 |
| 2001年7月1日            | 兒童教育籌款夜                                   | 香港公益金（兒童）                                                                           | 出席活動並代表香港公益金接收捐款支票。                                                  | [ 122 ]                 |
| 2001年7月13日           | 映灣園港九穿梭為公益                             | 香港公益金                                                                                   | 參與籌款活動。                                                                          | [ 123 ]                 |
| 2001年7月16日           | 動感之都：就是香港                               | 香港旅遊發展局                                                                               | 擔任「動感之都：就是香港」大使，到韓國及日本參與宣傳香港的活動。                        | [ 124 ]                 |
| 2001年10月5日           | 公益金便服日                                     | 香港公益金                                                                                   | 以自編、自導、自演方式拍攝2輯公益金便服日電視廣告，並到學校、銀行等機構作呼籲公眾捐款。 | [ 27 ] [ 125 ] [ 126 ]  |
| 2002年5月               | 萬眾同心公益金——全民認捐十元大行動               | 香港公益金                                                                                   | 呼籲市民參與捐款活動，並探訪弱勢社群。                                                  | [ 127 ] [ 128 ] [ 129 ] |
| 2002年6月18日至19日     | 聯合國親善大使與和平使者聚會                     | 聯合國兒童基金會                                                                             | 代表亞洲區到聯合國兒童基金會總部出席會議及論壇。                                        | [ 130 ]                 |
| 2002年9月19日及11月20日 | 麥當勞世界兒童日2002                             | 聯合國兒童基金會                                                                             | 出席籌款活動。                                                                          | [ 131 ] [ 132 ]         |
| 2002年10月17日          | 滅蚊大行動                                       | 食物環境衞生署                                                                               | 到公共屋邨參與滅蚊工作。                                                                | [ 133 ]                 |
| 2003年1月1日            | 執導公益金宣傳片                                 | 香港公益金                                                                                   | 執導拍攝相關的宣傳片。                                                                  | [ 134 ]                 |
| 2003年1月12日           | 百萬行步行籌款活動                               | 香港公益金                                                                                   | 以自編、自導、自演方式拍攝公益金百萬行電視廣告，並主持剪綵儀式。                        | [ 27 ] [ 135 ]          |
| 2003年1月27日           | 紀念宋慶齡誕辰一百一十週年關心中國兒童癌基金義演 | 中國兒童癌病基金（癌病兒童）                                                                 | 以歌手身份參與演出。                                                                    | [ 136 ] [ 137 ]         |
| 2003年2月16日           | 「中國兒童周」十週年——新春慈善行                 | 聯合國兒童基金會（中國貧困地區社會發展計劃）                                                 | 主持開步禮。                                                                            | [ 138 ]                 |
| 2003年3月2日            | 到訪新疆                                         | 聯合國兒童基金會（地震災區的災民）                                                           | 到新疆的醫院和災區探訪，為當地兒童進行心理輔導。                                        | [ 139 ] [ 140 ]         |
| 2003年5月24日           | 1：99音樂會                                      | 香港演藝人協會（香港SARS事件的病人及家屬）                                                   | 以歌手身份參與演唱籌款。                                                                | [ 141 ]                 |
| 2003年5月27日           | 公益金疫境同心濟社群——探望活動                   | 香港公益金（嚴重急性呼吸系統綜合症康復者）                                                   | 探訪嚴重急性呼吸系統綜合症（簡稱沙士）的康復者。                                        | [ 142 ]                 |
| 2003年5月31日           | 公益金疫境同心濟社群                             | 香港公益金                                                                                   | 在沙士疫情過後到淘大商場主持開幕儀式並鼓勵市民消費。                                    | [ 143 ]                 |
| 2003年5月               | 公益金疫境同心濟社群——籌款電視節目               | 香港公益金                                                                                   | 參與演出。                                                                              | [ 27 ]                  |
| 2003年9月               | 星光熠熠耀保良                                   | 保良局                                                                                       | 黎明以表演嘉賓身份參與演出，為保良局籌款。                                              |                         |
| 2003年10月5日           | 麥當勞世界兒童日2003                             | 聯合國兒童基金會                                                                             | 擔任打破健力士世界紀錄的見證人。                                                        | [ 144 ]                 |
| 2003年12月21日          | 公筷公羹安全衛生                                 | 香港醫學會                                                                                   | 以「公筷大使」身份呼籲市民使用公筷，預防傳染病。                                        | [ 145 ]                 |
| 2004年2月8日            | 新界區百萬行                                     | 香港公益金                                                                                   | 擔任開步禮嘉賓。                                                                        | [ 146 ]                 |
| 2004年5月15日           | 「熊熊愛心連世界展覽」開幕典禮                   | 聯合國兒童基金會、香港公益金、成龍慈善基金會                                                 | 以青年特使身份代表聯合國兒童基金會出席活動。                                            | [ 147 ]                 |
| 2004年5月16日           | 進軍雅典－公益金競步行                           | 香港公益金                                                                                   | 出席活動。                                                                              | [ 148 ]                 |
| 2004年5月23日           | 進軍雅典—燃點聖火雷霆夜                          | 香港公益金                                                                                   | 代表香港公益金帶領燃點奧運聖火，並出席籌款節目。                                        | [ 149 ]                 |
| 2004年5月28日           | 演藝光輝十載情                                   | 香港演藝人協會                                                                               | 以抽獎嘉賓出席活動，為協會會址籌募經費。                                                | [ 150 ]                 |
| 2004年8月9日            | 長和33不盡為公益                                 | 香港公益金                                                                                   | 出席活動並呼籲大眾捐款。                                                                | [ 151 ]                 |
| 2004年9月4日            | 「零錢布施」機上籌款活動2004年至2005年度開幕典禮 | 聯合國兒童基金會                                                                             | 出席開幕典禮，並建議有關方面轉換硬幣籌款的形式。                                        | [ 152 ]                 |
| 2004年9月5日            | 公益金便服日                                     | 香港公益金                                                                                   | 以自編、自導、自演方式拍攝公益金便服日電視廣告，並出席宣傳活動。                        | [ 153 ]                 |
| 2004年9月28日           | 公益金便服日                                     | 香港公益金                                                                                   | 出席公益金便服日突破紀錄儀式。                                                          | [ 154 ]                 |
| 2004年11月20日          | 麥當勞世界兒童日2004                             | 聯合國兒童基金會                                                                             | 擔任千人跳繩破健力士世界紀錄的見證人。                                                  | [ 155 ]                 |
| 2004年12月24日          | 聖誕愛心傳香港                                   | 聯合國兒童基金會                                                                             | 進行愛心傳香港鳴炮儀式。                                                                | [ 156 ] [ 157 ]         |
| 2004年6月11日           | 超級明星關愛特殊奧林匹克慈善文藝晚會（智障兒童） | Channel [V]                                                                                  | 到上海的學校探訪智障兒童，並出席慈善文藝晚會。                                          | [ 158 ]                 |
| 2005年1月6日            | 南亞大海嘯支票遞交儀式                           | 聯合國兒童基金會（南亞大海嘯的災民）                                                         | 出席支票遞交儀式並即場捐出10萬元善款。                                                  | [ 159 ]                 |
| 2005年1月7日            | 愛心無國界演藝界大匯演                           | 香港演藝人協會（南亞大海嘯的災民）                                                           | 參與賑災籌款活動。                                                                      | [ 160 ] [ 161 ]         |
| 2005年1月8日            | 十大勁歌金曲頒獎禮                               | 香港公益金                                                                                   | 以表演嘉賓身份演唱3首歌曲，籌得港幣300萬元。                                            | [ 162 ]                 |
| 2005年1月9日            | 愛，來自中國                                     | 中國紅十字會（南亞大海嘯的災民）                                                             | 參與賑災義演籌款活動。                                                                  | [ 163 ]                 |
| 2005年1月               | 愛心慈善大拍賣                                   | 東方日報慈善基金、太陽報愛心基金（南亞大海嘯的災民）                                         | 捐出勁歌金曲頒獎典禮金曲金獎鑲鑽獎座作慈善賣拍。                                        | [ 160 ]                 |
| 2005年3月6日            | 新界區百萬行                                     | 香港公益金                                                                                   | 參與步行籌款活動。                                                                      | [ 164 ]                 |
| 2005年5月至6月          | 第四屆中國兒童慈善日                             | 中國兒童少年基金會                                                                           | 參與《把愛心奉獻給孩子》捐贈儀式及慈善晚會等活動。                                      | [ 165 ] [ 166 ]         |
| 2005年6月               | 到訪東帝汶                                       | 聯合國兒童基金會（東帝汶的貧困兒童）                                                         | 到東帝汶作親善探訪。                                                                    | [ 167 ]                 |
| 2005年10月6日           | 聯合國兒童基金會青年資訊中心開幕典禮             | 聯合國兒童基金會                                                                             | 出席青年資訊中心的開幕典禮。                                                            | [ 168 ]                 |
| 2005年11月5日           | 萬眾同心公益金——舉世最大公益箱                   | 香港公益金                                                                                   | 主持平頂儀式及為籌款活動演出。                                                          | [ 169 ]                 |
| 2006年3月30日           | 雷頌德公益金音樂會                               | 香港公益金                                                                                   | 以嘉賓身份參與演唱。                                                                    | [ 170 ]                 |
| 2006年6月23日           | 公益綠「識」日                                   | 香港公益金                                                                                   | 設計紀念套票並出席有關的活動，宣揚環保及關愛社會的訊息。                                | [ 27 ] [ 171 ]          |
| 2006年9月               | 照耀童心路                                       | 聯合國兒童基金會                                                                             | 以「童心大使」身份參與慈善拍賣及慈善音樂會等活動。                                      | [ 172 ] [ 173 ]         |
| 2006年11月18日          | 「緣邀知音」慈善獻映                             | 香港公益金（智障人士）                                                                       | 將電影《緣邀知音》慈善首映的門票收益捐予受惠機構。                                      | [ 174 ]                 |
| 2007年3月3日            | 慈善舞龍舞獅大匯演                               | 聯合國兒童基金會（「貧困地區兒童規劃和發展」計劃）                                           | 為第十四屆「中國兒童周」籌款。                                                          | [ 175 ]                 |
| 2007年4月13日           | 4 in Love演唱會                                  | 聯合國兒童基金會                                                                             | 將部份收益捐予受惠機構。                                                                | [ 176 ]                 |
| 2007年5月18日           | 全國名廚薈萃為公益                               | 香港公益金                                                                                   | 參與烹製佛跳牆作慈善拍賣。                                                              | [ 177 ] [ 178 ]         |
| 2007年5月26日           | 萬眾同心公益金                                   | 香港公益金                                                                                   | 以表演打乒乓球的方式籌款。                                                              | [ 179 ]                 |
| 2008年5月               | 四川心靈重建計劃                                 | 聯合國兒童基金（2008年四川大地震的災民及孤兒）                                               | 與林夕、雷頌德合作推出單曲唱片《你不會孤單》進行義賣籌款。                              | [ 180 ]                 |
| 2008年5月30日           | 以生命的名義賑災晚會                             | 中國共產黨四川省委員會（2008年四川大地震的災民）                                             | 參與賑災晚會的演出。                                                                    | [ 181 ]                 |
| 2008年6月1日            | 演藝界512關愛行動大匯演                          | 聯合國兒童基金會、樂施會、救世軍、紅十字會、世界宣明會、福幼基金會（2008年四川大地震的災民） | 出席活動，呼籲市民捐款。                                                                | [ 182 ]                 |
| 2008年6月               | 四川大地震悼念相集義賣                           | 聯合國兒童基金會、世界宣明會、演藝界512關愛行動（2008年四川大地震的災民）                    | 參與星島新聞集團發起的義賣活動。                                                        | [ 183 ]                 |
| 2008年8月               | 公益金四十週年八達通卡——名人系列黎明肖像限量版   | 香港公益金                                                                                   |                                                                                         | [ 27 ] [ 184 ]          |
| 2008年10月14日          | 匯豐冠軍賽宣傳活動                               | 聯合國兒童基金會（2008年四川大地震的災民）                                                   | 進行善款遞交儀式，並捐出書籍運往四川作流動圖書室。                                      | [ 185 ]                 |
| 2008年11月7日           | 大班獻藝為公益之二                               | 香港公益金                                                                                   | 參與演出。                                                                              | [ 27 ] [ 186 ]          |
| 2008年11月7日至9日      | Magic Live Concert                               | 香港公益金                                                                                   | 聯同商人胡文新發起慈善音樂會。                                                          | [ 187 ]                 |
| 2009年1月11日           | 港島、九龍區百萬行                               | 香港公益金                                                                                   | 參與步行籌款活動並主持啟步儀式。                                                        | [ 188 ]                 |
| 2009年1月17日           | 小畫家大夢想繪畫比賽                             | 聯合國兒童基金會（中國偏遠山區的兒童）                                                       | 出席活動，為第十六屆中國兒童周的「貧困地區兒童發展計劃」籌款。                          | [ 189 ]                 |
| 2009年6月5日            | 萬眾同心公益金                                   | 香港公益金                                                                                   | 參與演唱及籌款。                                                                        | [ 190 ]                 |
| 2009年8月14日           | 把愛傳出去─八．八賑災募款晚會                    | 中國電視公司、中天電視（台灣八八水災的災民）                                                 | 參與賑災晚會的演出。                                                                    | [ 191 ]                 |
| 2009年8月17日           | 8.8水災關愛行動                                  | 香港演藝人協會（台灣八八水災的災民）                                                         | 參與賑災籌款活動。                                                                      | [ 192 ] [ 193 ]         |
| 2009年8月22日           | Dream Wedding Leon Live Summer 09                | 香港蘋果日報（台灣八八水災的災民）                                                           | 捐出2千件演唱會T恤及1千個提袋作義賣用途。                                               | [ 194 ]                 |
| 2009年9月9日            | .9.9.9 無毒一生由我做起                          | 保安局禁毒處、禁毒常務委員會                                                                 | 籌辦活動，向公眾宣傳禁毒訊息。                                                          | [ 195 ] [ 196 ]         |
| 2009年10月13日          | 匯豐慈善高爾夫球活動籌款                         | 聯合國兒童基金會                                                                             | 出席活動並捐出演唱會DVD作慈善拍賣。                                                     | [ 197 ]                 |

### 2010年代至今
| 日期           | 項目／活動名稱                      | 受惠機構（受惠對象）                                         | 黎明的慈善工作簡述                                           | 參考來源        |
| -------------- | ----------------------------------- | ------------------------------------------------------------ | ------------------------------------------------------------ | --------------- |
| 2010年1月      | 貧困地區兒童發展計劃                | 聯合國兒童基金會                                             | 到中國雲南省龍陵縣探訪當地受愛滋病影響的兒童及家庭。         | [ 198 ]         |
| 2010年5月2日   | 青海地震賑災慈善義賣                | 聯合國兒童基金會（2010年玉樹地震的災民）                     | 主持捐款支票交收儀式，並呼籲大眾支持義賣活動。               | [ 199 ]         |
| 2010年6月21日  | 萬眾同心公益金                      | 香港公益金                                                   | 出席2009年至2010年度公益金周年颁獎典禮等活動。               | [ 200 ] [ 201 ] |
| 2011年5月12日  | 同心划出公益金                        | 香港公益金                                                   | 以划艇比賽的方式籌款。                                       | [ 202 ]         |
| 2011年8月7日   | 攜手「童」行廿五載慈善音樂會        | 聯合國兒童基金會（非洲之角及青海玉樹重建工程）               | 參與演唱。                                                   | [ 203 ] [ 204 ] |
| 2012年2月11日  | 中國兒童周2012—小畫家大夢想繪畫比賽 | 聯合國兒童基金會（2010年玉樹地震災後重建及教育項目）         | 參與比賽揭幕儀式。                                           | [ 205 ]         |
| 2012年5月19日  | 萬眾同心公益金                      | 香港公益金                                                   | 參與演唱籌款。                                               | [ 206 ]         |
| 2012年9月25日  | 到訪泰國                            | 聯合國兒童基金會                                             | 到泰國曼谷探訪Silapadej幼兒發展中心。                        | [ 207 ] [ 208 ] |
| 2012年11月25日 | 聯合國兒童基金會慈善跑              | 聯合國兒童基金會（防治愛滋病病毒母嬰傳播）                   | 出席活動。                                                   | [ 209 ]         |
| 2013年5月25日  | 萬眾同心公益金                      | 香港公益金                                                   | 出席籌款節目。                                               | [ 210 ]         |
| 2013年8月至9月 | 28天拯救兒童的生命                  | 聯合國兒童基金會（需要破傷風疫苗的兒童）                     | 出席宣傳活動及捐贈儀式，與公眾分享慈善工作心得。             | [ 211 ] [ 212 ] |
| 2014年8月      | 冰桶挑戰                            | 美國ALS協會、香港肌健協會（肌萎縮側索硬化症患者）            | 以捐款回應時任商務及經濟發展局局長蘇錦樑提出的「冰桶挑戰」。 | [ 213 ]         |
| 2014年9月21日  | 公益金會德豐百萬泳                  | 香港公益金                                                   | 擔任頒獎嘉賓。                                               | [ 214 ]         |
| 2014年11月23日 | 聯合國兒童基金會慈善跑2014          | 聯合國兒童基金會                                             | 主持揭幕儀式及擔任頒獎嘉賓。                                 | [ 215 ]         |
| 2015年1月3日   | 中國夢．香江情2015新年聯歡晚會      | 世貿聯合基金總會                                             | 以世貿聯合基金總會形象大使身份致辭。                         | [ 216 ] [ 217 ] |
| 2015年10月8日  | 公益金便服日                        | 香港公益金                                                   | 拍攝宣傳片，呼籲公眾參與活動。                               | [ 218 ]         |
| 2016年5月      | 演唱會光碟團購活動                  | 香港公益金、聯合國兒童基金會                                 | 每售出一張光碟就分別捐出港幣10元予受惠機構。                 | [ 219 ]         |
| 2016年5月28日  | 萬眾同心公益金                      | 香港公益金                                                   | 與時任香港商務及經濟發展局局長蘇錦樑合唱籌款。               | [ 220 ]         |
| 2016年6月      | 匿名捐款                            | 蘋果日報慈善基金（淘大工業村迷你倉大火及青葵公路車禍的遺屬） | 以匿名身份捐款50萬元港幣。                                   | [ 221 ]         |
| 2017年2月      | #Linkemoji愛‧FUN‧享                 | 香港導盲犬協會                                               | 參與emoji創意慈善企劃活動。                                  | [ 222 ] [ 223 ] |
| 2018年11月8日  | 香港公益金50周年啟動禮              | 香港公益金                                                   | 主唱公益金50周年主題曲〈公益心〉。                           | [ 224 ]         |
| 2019年5月22日  | 公益金萬眾同心50年                  | 香港公益金                                                   | 參加接力跑樓梯，登上天際100觀景台。                          | [ 225 ]         |
| 2020年2月      | 公益金齊心抗疫助社群                | 香港公益金                                                   | 參與包裝「愛心防疫包」。                                     | [ 226 ]         |
| 2020年6月6日   | 萬眾同心公益金                      | 香港公益金                                                   | 呼籲公眾捐款及參與支票移交儀式。                             | [ 227 ] [ 228 ] |
| 2020年10月     | 香港電影工作者疫境支援計劃          | 電影基層人士                                                 | 捐出港幣100萬元幫助電影業界基層。                            | [ 229 ]         |
| 2022年9月25日  | 2022年度香港小姐競選                | 香港公益金                                                   | 應邀擔任表演嘉賓。                                           | [ 230 ]         |
| 2023年6月3日   | 萬眾同心公益金                      | 香港公益金                                                   | 應邀擔任表演嘉賓。                                           | [ 231 ]         |